# Olivier Buquen
Olivier Buquen, né à Rennes le 15 juin 1964, est un dirigeant d’entreprise, haut fonctionnaire français et élu local. Il est actuellement directeur général adjoint du groupe Chargeurs.

## Parcours professionnel
Olivier Buquen est diplômé de l’ESSEC Business School (1985), de l’Institut d'études politiques de Paris (1986) et de la Harvard Business School.
Il commence sa carrière comme responsable de la communication du groupe Bolloré de 1988 à 1990.
Il passe ensuite 12 ans dans le groupe Paribas puis BNP Paribas. De 1990 à 1999, il exerce la fonction de cadre de direction (à la direction financière puis au secrétariat général) de Paribas avant d’être nommé directeur de l’exploitation de BNP Paribas Lease Group Italia à Milan. Un poste qu’il occupe jusqu’en 2002.
Il poursuit sa carrière au sein du groupe Plastic Omnium. Tout d’abord directeur du développement du pôle collectivités du groupe Plastic Omnium jusqu’en 2004, il devient ensuite Directeur Général de la Compagnie Signature, une filiale de Plastic Omnium. En 2008, il est nommé Directeur du développement du groupe Plastic Omnium.
En septembre 2009, il est nommé Délégué Interministériel à l'Intelligence Economique (D2IE), fonction rattachée à la Présidence de la République, poste qu'il occupe jusqu'en mai 2013. Ce poste, rattaché à la Présidence de la République, avait été créé à l'occasion de sa nomination en Conseil des ministres.
Olivier Buquen a été préfet chargé d'une mission de service public de février à décembre 2012.
En mai 2016, Michaël Fribourg, PDG du groupe Chargeurs, le nomme directeur du développement international et membre du comité de direction du groupe Chargeurs. En juin 2017, il est nommé directeur financier au sein du même groupe. Il est promu directeur général adjoint chargé des affaires financières et de la performance du groupe Chargeurs en janvier 2024. Parallèlement, il est nommé président de Chargeurs Museum Studio en avril 2022 et président de Chargeurs Advanced Materials en janvier 2024.
Olivier Buquen intervient dans les médias, notamment sur les questions d’espionnage industriel, de protection des données industrielles et de secrets d’affaires.

## Carrière politique
Olivier Buquen a exercé plusieurs mandats électifs en Bretagne, où il est né.  Élu conseiller municipal de Carnac en 1983, il le restera jusqu’en 2001. Il sera successivement adjoint au maire (1989-1996) et maire de Carnac (1996-1998). Il est maire honoraire de Carnac et à nouveau conseiller municipal depuis 2020. En juin 2021, il est devenu conseiller municipal de Carnac délégué à l’environnement et au patrimoine classé. 
Olivier Buquen a été conseiller régional de Bretagne (1998-2000) et président du Comité de Bassin d’Emploi du Pays d’Auray (1995-1997).

## Distinctions
- Chevalier de la Légion d'honneur (2008)[réf. nécessaire]
- Officier de l'ordre national du Mérite le 2 mai 2017 (chevalier du 11 septembre 2003)[7]